# Ланелл, Джоэл
Джоэл Ланелл (Юэль Лунелль, швед. Joël Lunell; 1851—1920) — шведский ботаник, изучавший флору запада США.

## Биография
Юэль Лунелл родился 30 марта 1851 года в замке Кальмар на балтийском побережье в южной Швеции (историческая провинция Смоланд). Учился медицине в Уппсальском университете, защитил диссертацию в Каролинском институте Стокгольмского университета.
В 1887 году Лунелль вместе с семьёй эмигрировал в Сент-Пол, столицу штата Миннесота, где в течение года работал врачом. В 1889 году он переехал на запад США, в город Уиллоу-Сити в Северной Дакоте. Через 5 лет Ланелл поселился в городе Лидс. В тяжёлых условиях жизни на Диком Западе Ланелл не только занимался врачеванием и сбором ботанического гербария, но и работал почтальоном, следователем и мэром. 27 марта 1920 года он скончался.
Многие ценные образцы, собранные Ланеллом, были уничтожены во время пожара. Основной его гербарий был в 1927 году приобретён Университетом Миннесоты (MIN).

## Роды, названные в честь Дж. Ланелла
- Lunellia Nieuwl., 1914 [syn.  Besseya Rydb., 1903]